# René Paré
Pour les articles homonymes, voir Paré.
René Paré, né le 10 décembre 1904 à Montmagny (Canada) et décédé le 17 février 1993 à Montréal, est un avocat québécois. Il est le frère de Mgr Marius Paré.
Il a été président et directeur général de la Société des artisans canadiens-français (1942-1974) puis président de l'Imprimerie populaire qui publie le quotidien Le Devoir (1953-1977).
Il fut le président fondateur de la Société générale de financement (1961) et de la compagnie Sidbec-Dosco (1965). 
Le fonds d’archives René Paré est conservé au centre d’archives de Montréal de Bibliothèque et Archives nationales du Québec.

## Distinctions
- 1989 : Officier de l'Ordre national du Québec